# Alver (Tolkien)
Alver är ett folkslag i J.R.R. Tolkiens fantasyvärld, människolika men mycket vackrare, högväxta och ljushyllta och gråögda, fast deras hår var mörkt. De var även äldst av alla de fria folken. För att kunna tala med Enterna lärde de ut ”talets stora gåva”. En del av alverna stannade kvar i kontinentens skogar och blev till skogsalver men tre av dessa stammar, Vanyar, Noldor och Teleri reste till Valinor. 
De var mer eller mindre odödliga och endast genom våld eller sorg kunde de dö. De åldrades långsamt och blev aldrig gamla. Detta var den främsta anledningen till att Valar lät dem leva i det odödliga riket. I ett land där ingenting blev gammalt eller dog kunde de rätt bära sin odödlighet där annars odödlighet lätt kunde förvandlas till tråkighet och stagnation eller till grymt herravälde över andra varelser som inte hade förmånen att leva lika länge och samla på sig den erfarenhet som alverna kunde. I Valinor kunde deras intellekt och konstnärlighet för evigt stimuleras. 
Då de har ett evigt liv hade de ett annat perspektiv på världen.